# Tavolara
Tavolara es una pequeña isla italiana situada en la costa norte de Cerdeña, en la Provincia de Sácer. Tavolara es uno de los más pequeños reinos del planeta, ahora es simplemente parte de Italia, aunque nunca fue anexada formalmente.

## Geografía

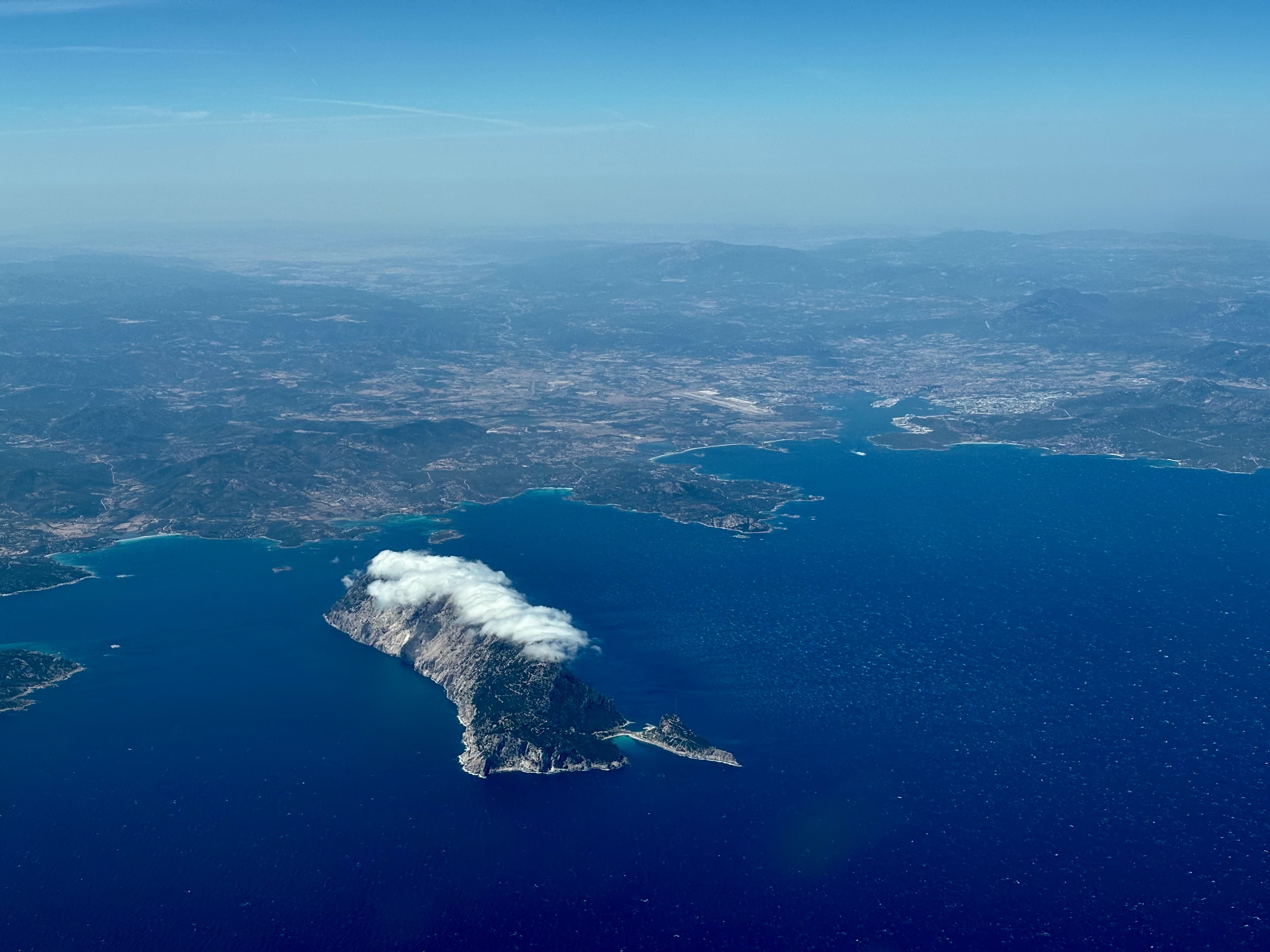
La Isla de Tavolara.

La isla es un macizo de piedra caliza de 5 kilómetros de largo y 1 kilómetro de ancho, con acantilados escarpados excepto en sus extremos. Su punto más alto está a 565 m sobre nivel del mar. Actualmente, la isla está habitada por unas pocas familias, y tiene un cementerio y un pequeño restaurante.
La pequeña aldea pesquera sarda de Porto San Paolo está directamente frente a sus costas, al otro lado de un pequeño estrecho. La ciudad importante más cercana es Olbia. Las muy cercanas islas de Molara y de Molarotto forman parte del Archipiélago de Tavolara. 
La mayor parte de la población fue desplazada de la isla en 1962, cuando fue construida una estación radiogoniométrica de la OTAN en la mitad este de la isla. Las antenas de la estación se pueden ver desde una cierta distancia y esa mitad entera de la isla está restringida al personal militar. Tavolara es también hogar del VLF-transmisor ICV, que trabaja en 20,27 kHz y 20,76 kHz y que se utiliza para transmitir mensajes a los submarinos. Pueden también ser recibidos (pero no descifrados) por PC ordinarios, con una bobina como antena en la entrada de la tarjeta de sonido y mediante software de análisis de FFT.

## Flora y fauna
Una rara especie de Centaurea espinosa, Centaurea horrida, es endémica solo de Tavolara y algunas otras zonas marginales del norte de Cerdeña. En su «Historia Natural de Cerdeña» (1774), Francesco Cetti informó de que enormes ratas habitan la isla de Tavolara, pero esos ejemplares probablemente correspondían a la ahora extinta Pika sarda (Prolagus sardus). En el siglo XVIII, entre los sardos se difundió la leyenda de que las cabras salvajes de Tavolara tenían dientes de oro. Los rebaños de cabras fueron trasladados a Cerdeña cuando la OTAN construyó la base y ya no hay cabras en la isla. La foca monje del Mediterráneo (Monachus monachus), en peligro crítico, tenía una colonia de cría aquí hasta 1960. 
A la vez que sede de una próspera industria de la langosta, Tavolara atrae ahora a los buzos que vienen a ver los corales, esponjas, anémonas de mar, delfines mulares (Tursiops truncatus), e incluso algunos especímenes de «Pinna nobilis», la rara almeja gigante cuyas fibras de biso fueron anteriormente utilizadas en la fabricación de sedas marinas para las prendas reales. La isla y las aguas circundantes son parte del coto marino de Tavolara y de Punta Coda Cavallo creado en 1997. Las protecciones del medio ambiente puestas en el parque han supuesto restricciones al uso del área para el turismo.

## Historia

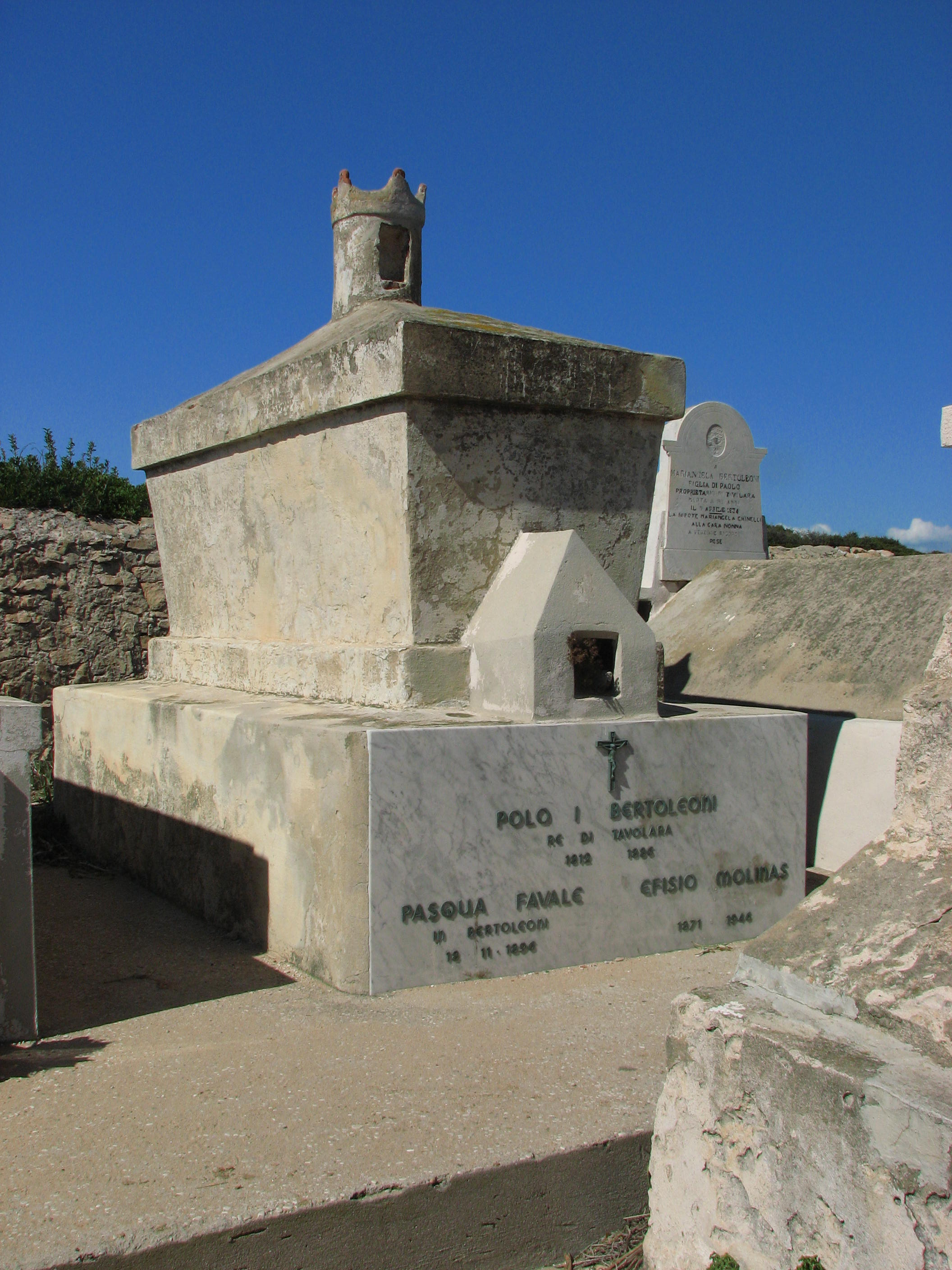
Tumba real en Tavolara.

Escudo de armas de Tavolara.

La isla era conocida en épocas antiguas como Hermea. Según la tradición, el Papa San Ponciano murió en Tavolara después de su abdicación y exilio en 235. Es probablemente esta isla la llamada isla Tolar, utilizada por las naves árabes en 848-849 como base para atacar las costas cercanas.
En 1836, el rey Carlos Alberto de Cerdeña visitó la isla y la reconoció como Reino soberano con Giuseppe Bertoleoni como su Rey. Cuando Giuseppe murió en la década de 1840, su hijo mayor se convirtió en Rey Paolo I. Tavolara no fue incluida en la unificación italiana, y el rey Paolo I buscó y obtuvo activamente el reconocimiento de Tavolara por parte de Italia. Durante su reinado, en 1868, el gobierno italiano construyó un faro en el extremo nordeste de la isla.
Después de la muerte de Paolo en 1886, y de acuerdo a sus deseos, la isla se convirtió en una república, con un presidente y consejo de seis elegidos cada seis años (consejo de seises) por un voto de todas los pobladores de la isla, hombres y mujeres (55 personas). Su tercer presidente fue elegido en 1896.
La soberanía de Tavolara fue reconfirmada en 1903, cuando Víctor Manuel III de Italia firmó un tratado de amistad con la nación.
La monarquía, sin embargo, fue reinstalada en la primera década del siglo XX. Desde entonces todos los reyes proceden de la familia Bertoleoni, reconocida como reyes tradicionales de Tavolara por los Reyes de Cerdeña. Documentos que datan de 1767 afirman que Tavolara nunca había sido parte del reino de Cerdeña. El tercer rey de Tavolara fue Carlo I, que murió en 1928 y fue sucedido por su hijo Rey Paolo II. Paolo se fue al extranjero, y dejó a su hermana, Mariangela, como regente en su ausencia. La reina Mariangela murió soltera en 1934, dejando el reino a Italia.
Su sobrino Paolo II siempre demandó el reino sin éxito, hasta su muerte en 1962, que fue aprobada la instalación de la base de la OTAN y el final definitivo de la soberanía de Tavolara. Sin embargo, tras su muerte, otra tía suya, María Molinas Bertoleoni, tuvo éxito y a la edad de 100, en 1969, fue reconocida como la titular más vieja de Europa en un trono.
El actual monarca Rey Tonino de Tavolara es un ciudadano italiano que administra y es dueño de «Da Tonino», el único restaurante en la isla. Los intereses de la isla son representados en sus relaciones externas por el príncipe Ernesto-Geremia de Tavolara, natural de La Spezia, que ha escrito una historia de la isla. La tumba real del rey Paolo I está en el cementerio de la isla, rematada por una corona.